# Terminal Multimodal Palmeiras-Barra Funda
La Terminal Multimodal Palmeiras-Barra Funda, también conocida como Terminal de Barra Funda, o solamente Barra Funda, es la segunda terminal de transporte más importante de la ciudad Brasileña de São Paulo. Inaugurada en 1988, se encuentra ubicada en el barrio de Barra Funda y reúne en un mismo complejo líneas de ómnibus municipales, intermunicipales y metropolitanos, trenes y metro.

## Historia

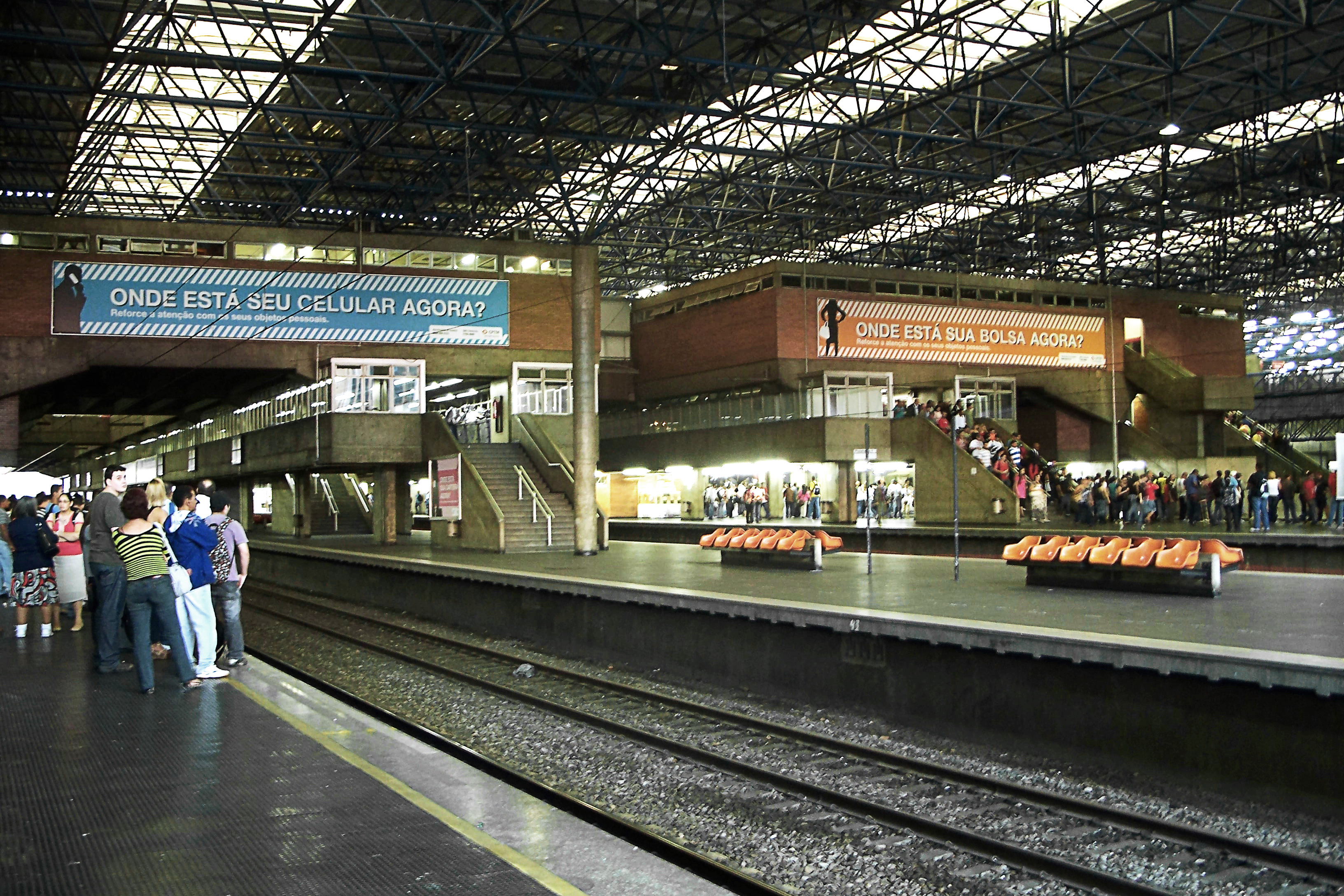
Plataforma de la Línea 7-Rubi de CPTM en la estación Barra Funda

El primer ferrocarril en inaugurar una estación en el distrito de Barra Funda fue la Estrada de Ferro Sorocabana, el 10 de julio de 1875. El 19 de mayo de 1892 la São Paulo Tramway, Light and Power Company inauguró su estación. Hasta la década de 1980, las estaciones estaban desconectadas.
La estación actual fue construida por el Metro de São Paulo con recursos del Gobierno del Estado de São Paulo y del Gobierno Federal, en el sitio de la antigua estación homónima de la Sorocabana (la estación Barra Funda de la Estrada de Ferro Santos Jundiaí estaba algunos metros hacia adelante), para atender a su Línea Este–Oeste (actual Línea 3-Roja), y unificar en una sola estación las líneas de tren suburbano de la Ferrovia Paulista SA (antigua Sorocabana) y de la CBTU (antigua EFSJ). Fue inaugurada el 18 de diciembre de 1988. Luego de la unificación de las líneas suburbanas de FEPASA y de CBTU como CPTM, pasó a tener transferencia gratuita entre las líneas de las antiguas compañías.
El 27 de abril del 2006 la estación de Metro pasó a llamarse Palmeiras-Barra Funda, en homenaje a la Sociedade Esportiva Palmeiras, tradicional club paulistano situado cercano a la estación, a 750 metros de la misma. Lo mismo sucedió con las estaciones de CPTM durante el año 2007.

## Líneas de SPTrans
Líneas de la SPTrans que salen de la Estación Barra Funda:
| Línea | Prefijo | Letrero Ida       | Letrero Vuelta                  | Empresa Operadora / Color de Ómnibus      |
| ----- | ------- | ----------------- | ------------------------------- | ----------------------------------------- |
| 138Y  | 10      | Metro Barra Funda | Casa Verde Alta                 | Consorcio Transcooper Fênix               |
| 179X  | 10      | Metro Barra Funda | Jd. Fontalis                    | Consorcio Transcooper Fênix               |
| 6232  | 10      | Metro Barra Funda | Pinheiros/Vila Ida              | TRANSPPASS Transportes de Pasajeros Ltda. |
| 719R  | 10      | Metro Barra Funda | Rio Pequeno                     | TRANSPPASS Transportes de Pasajeros Ltda. |
| 748R  | 10      | Metro Barra Funda | Jd. João XXIII                  | TRANSPPASS Transportes de Pasajeros Ltda. |
| 778J  | 10      | Metro Barra Funda | Jd. Arpoador                    | TRANSPPASS Transportes de Pasajeros Ltda. |
| 778J  | 41      | Metro Barra Funda | Cohab Raposo Tavares            | TRANSPPASS Transportes de Pasajeros Ltda. |
| 8055  | 51      | Metro Barra Funda | Perus                           | Viação Santa Brigida Ltda.                |
| 8252  | 10      | Metro Barra Funda | Lapa                            | TRANSPPASS Transportes de Pasajeros Ltda. |
| 828P  | 10      | Metro Barra Funda | Lapa                            | Viação Gato Preto Ltda.                   |
| 8500  | 10      | Metro Barra Funda | Terminal Pirituba               | Viação Santa Brigida Ltda.                |
| 8545  | 10      | Metro Barra Funda | Vila Penteado                   | Viação Gato Preto Ltda.                   |
| 875P  | 10      | Metro Barra Funda | Metro Ana Rosa                  | Viação Gato Preto Ltda.                   |
| 938P  | 10      | Metro Barra Funda | Vila Penteado                   | Consorcio Transcooper Fênix               |
| 938V  | 10      | Metro Barra Funda | Jd. Vista Alegre                | Consorcio Transcooper Fênix               |
| 948A  | 10      | Metro Barra Funda | Vila Zatt                       | Viação Santa Brigida Ltda.                |
| 9701  | 10      | Metro Barra Funda | Metro Santana                   | Comercial Sambaíba de Veículos Ltda.      |
| 9782  | 10      | Metro Barra Funda | Jd. Carumbé                     | Consorcio Transcooper Fênix               |
| 9782  | 41      | Metro Barra Funda | Vila Iara                       | Consorcio Transcooper Fênix               |
| 9784  | 10      | Metro Barra Funda | Jd. dos Francos                 | Consorcio Transcooper Fênix               |
| 9785  | 10      | Metro Barra Funda | Vila Terezinha                  | Consorcio Transcooper Fênix               |
| 9789  | 10      | Metro Barra Funda | Jd. dos Guedes                  | Consorcio Transcooper Fênix               |
| 978A  | 10      | Metro Barra Funda | Terminal Vila Nova Cachoeirinha | Viação Gato Preto Ltda.                   |
| 978T  | 10      | Metro Barra Funda | Jd. Guaraní                     | Consorcio Transcooper Fênix               |

## Líneas de EMTU
Líneas de la EMTU que salen de la Estación Barra Funda:
| Línea  | Letrero Ida       | Letrero Volta                                     | Empresa Operadora                                         |
| ------ | ----------------- | ------------------------------------------------- | --------------------------------------------------------- |
| 308    | Metro Barra Funda | Cotia (Atalaia)                                   | Viação Raposo Tavares Ltda. (Consórcio Intervias)         |
| 331    | Metrô Barra Funda | Caieiras (Laranjeiras)                            | Viação Cidade de Caieiras Ltda. (Consórcio Anhanguera)    |
| 331PR1 | Metro Barra Funda | Caieiras (Vila Rosina)                            | Viação Cidade de Caieiras Ltda. (Consórcio Anhanguera)    |
| 350    | Metro Barra Funda | Itapevi (Cohab)                                   | Benfica BBTT Transportes e Turismo (Consórcio Anhanguera) |
| 350BI1 | Metro Barra Funda | Itapevi (Vila Joia)                               | Benfica BBTT Transportes e Turismo (Consórcio Anhanguera) |
| 361    | Metro Barra Funda | Francisco Morato (Parque 120)                     | Viação Cidade de Caieiras Ltda. (Consórcio Anhanguera)    |
| 385    | Metro Barra Funda | Pirapora do Bom Jesus (Jd. Bom Jesus)             | Viação Osasco Ltda. (Consórcio Anhanguera)                |
| 399    | Metro Barra Funda | Barueri (Parque Imperial)                         | Auto Viação Urubupungá Ltda. (Consórcio Anhanguera)       |
| 442    | Metro Barra Funda | Caieiras (Jd. Nova Era)                           | Viação Cidade de Caieiras Ltda. (Consórcio Anhanguera)    |
| 458    | Metro Barra Funda | Carapicuíba (Cohab I)                             | Viação Osasco Ltda. (Consórcio Anhanguera)                |
| 472    | Metro Barra Funda | Guarulhos (Aeropuerto Internacional de São Paulo) | Airport Bus Service (Consórcio Internorte)                |
| 524    | Metro Barra Funda | Barueri (Trevo de Alphaville)                     | Auto Viação Urubupungá Ltda. (Consórcio Anhanguera)       |

## Terminal de Ómnibus

### Localidades atendidas
Las localidades atendidas por la Terminal Barra Funda son:
Destinos nacionales
- Estado de São Paulo

Regiones
-  Itapecerica da Serra

- Rondônia
- Acre
- Mato Grosso
- Mato Grosso do Sul
- Paraná (Excepto Curitiba)

Destinos internacionales
- Bolivia

* Las demás localidades son atendidas por Tietê y Jabaquara.

### Empresas y destinos
Las siguientes empresas operan en la terminal. Sus principales destinos están indicados entre paréntesis.

#### Destinos nacionales
São Paulo
Grande São Paulo
Selectivo
- Airport Service (Aeropuerto Internacional de São Paulo)
- Anhanguera (Osasco, Barueri, Santana de Parnaíba, Itapevi, Jandira, Carapicuíba, Pirapora do Bom Jesus)
- Intervias  (Cotia)
- Santa Cruz (Santo André, São Bernardo do Campo, São Caetano do Sul)
- Anhanguera (Caieiras, Franco da Rocha, Francisco Morato)

Interior
- Andorinha (Presidente Prudente, Presidente Venceslau, Rosana, Assis, Palmital)
- Cometa (Sorocaba, Votorantim, São Miguel Arcanjo, Itapetininga, São Roque, Salto de Pirapora, São José do Rio Preto, Catanduva, Tatuí)
- Danúbio Azul (Cotia, Ibiúna, Vargem Grande Paulista, Piedade)
- Expresso de Prata (Bauru, Marília, Araçatuba, Adamantina, Lençóis Paulista, Penápolis, Panorama, Tupã)
- Expresso Regional (São Roque, Cotia, Itapevi, Mairinque, Araçariguama, Vargem Grande Paulista)
- Intersul (Registro, Juquitiba, Miracatu, Cajati)
- Itamarati (Mirassol, Jales, Votuporanga, Monte Aprazível, Fernandópolis)
- Manoel Rodrigues (Avaré, Ourinhos, Itaí, Piraju, Manduri, Paranapanema)
- Osastur (Avaré, Itatinga)
- Princesa do Norte (Itaí)
- Rápido Fênix (Botucatu, São Manuel, Conchas, Laranjal Paulista)
- Reunidas Paulista (Bauru, Marília, Jaú, Birigüi, Adamantina, Araçatuba, Dracena, Lins, Ilha Solteira, Três Lagoas, Tupã, Valparaíso)
- Santa Cruz (Botucatu, Jaú, Bariri, São Manuel, Barra Bonita)
- São Raphael (Catiguá, Riolândia, Tabapuã, Nova Granada, Icém, Palestina)
- Transpen (Ribeira, Iporanga, Capão Bonito, Itararé, Itapeva, Guapiara)
- Vale do Tietê (Tietê, Salto, Botucatu, Itu, Cabreúva, Cerquilho, Laranjal Paulista, Itupeva)

Litoral
- Intersul (Itanhaém, Iguape, Peruíbe, Ilha Comprida, Cananeia)

 Paraná
- Brasil Sul (Toledo, Assis Chateaubriand, Nova Aurora, Goioerê, Campo Mourão)
- Expresso Kaiowa (Londrina, Maringá, Cascavel, Ponta Grossa, Campo Mourão)
- García (Londrina, Maringá, Paranavaí, Terra Roxa, Cianorte, Bandeirantes, Arapongas, Cornélio Procópio)
- Jóia (Pinhalão, Siqueira Campos, Jaboti, Figueira)
- Ouro Branco (Londrina, Paranavaí, Porecatu, Bandeirantes, Cornélio Procópio, Santa Margarida, Sertanópolis)
- Pluma (Foz do Iguaçu, Cascavel, Toledo, Laranjeiras do Sul, Marechal Cândido Rondon)
- Princesa do Ivaí (Arapongas, Rolândia, Mamboré, Campo Mourão, Ubiratã)
- Princesa do Norte (Pinhalão, Jacarezinho, Jaboti, Wenceslau Braz, Joaquim Távora)
- Princesa dos Campos (Pato Branco, Campanema, Ponta Grossa, Prudentópolis, São João, Planalto)
- Transfada (Ponta Grossa, Castro, Piraí do Sul, Sengés, Jaguariaíva)

 Mato Grosso
- Andorinha (Cuiabá, Rondonópolis, Pontes e Lacerda)
- EUCATUR (Cuiabá, Rondonópolis, Pontes e Lacerda, Jaciara, Comodoro)
- Gontijo (Cuiabá, Rondonópolis, Pontes e Lacerda, Alto Araguaia, Jaciara, Comodoro)
- Motta (Cuiabá, Rondonópolis)
- Nacional Expresso (Pontes e Lacerda)
- Nova Integração (Sinop, Sorriso, Várzea Grande, Alta Floresta, Nobres)
- Rotas do Triângulo (Cuiabá, Pontes e Lacerda, Alto Araguaia, Várzea Grande)

 Mato Grosso do Sul
- Andorinha (Campo Grande)
- Crucena (Porto Soares)
- Motta (Campo Grande, Ponta Porã, Dourados, Bela Vista, Vincentina)

 Rondônia
- Andorinha (Porto Velho, Ji Paraná)
- Eucatur (Porto Velho, Ariquemes, Jaru, Ouro Preto do Oeste, Jí-Paraná, Presidente Médici, Cacoal, Pimenta Bueno, Vilhena)
- Gontijo (Porto Velho, Ji Paraná, Vilhena)
- Rotas do Triângulo (Porto Velho, Ji Paraná, Vilhena, Cacoal, Pimenta Bueno, Ouro Preto do Oeste)

 Acre
- Rotas do Triângulo (Rio Branco)

 Goiás
- Eucatur (Santa Rita do Araguaia)
- Gontijo (Santa Rita do Araguaia)
- Rotas do Triângulo (Jataí, Itumbiara)

 Minas Gerais
- Eucatur (Uberlândia, Uberaba)
- Rotas do Triângulo (Frutal)

#### Destinos internacionales
Bolivia
- Andorinha (Puerto Suárez)
- Crucero (Puerto Suárez)

## Estación metro-ferroviaria

### Líneas activas
La estación ferroviaria de Barra Funda fue reinaugurada el 18 de diciembre de 1988, integrando las líneas de CBTU y FEPASA (actualmente líneas Línea 7 - Rubí y Línea 8 - Diamante de CPTM). También es una estación de la Línea 3 - Roja del metro de São Paulo.
La estación ofrece viajes ferroviarios para los siguientes destinos:
| Línea      | Terminales                                   | Estaciones | Principales destinos                                                                        | Tiempo de viaje (min.) | Intervalo entre trenes (min.) | Funcionamiento                                                   |
| ---------- | -------------------------------------------- | ---------- | ------------------------------------------------------------------------------------------- | ---------------------- | ----------------------------- | ---------------------------------------------------------------- |
| 3 Roja     | Palmeiras-Barra Funda ↔ Corinthians-Itaquera | 18         | Metro                                                                                       | 32                     | 1,5-10                        | Diariamente, de 4:40 a 0:35.                                     |
| 7 Rubí     | Luz ↔ Francisco Morato ↔ Jundiaí             | 18         | Caieiras, Franco da Rocha, Francisco Morato, Campo Limpo Paulista, Várzea Paulista, Jundiaí | 75                     | 8-22                          | Diariamente, de 4:00 a 0:00. Sábados hasta la 01:00 del domingo. |
| 8 Diamante | Júlio Prestes ↔ Itapevi ↔ Amador Bueno       | 25         | Osasco, Carapicuíba, Barueri, Jandira, Itapevi                                              | 80                     | 7-30                          | Diariamente, de 4:00 a 0:00. Sábados hasta la 01:00 del domingo. |

### Líneas desactivadas
La Estación Barra Funda era punto de pasaje de dos antigua ferrovías. Ambas fueron desactivadas por completo en 1994, con la liquidación de la RFFSA. Hoy solo está activo el tramo metropolitano, operado por CPTM.
| Línea                           | Terminales                     | Estaciones | Principales destinos                                                                                         | Tiempo de viaje (min.) | Administración |
| ------------------------------- | ------------------------------ | ---------- | --- | ---------------------- | --- |
| Estrada de Ferro Santos-Jundiaí | Santos ↔ Jundiaí               | 33         | São Paulo, Santos, São Caetano do Sul, Santo André, Caieiras, Campo Limpo Paulista, Várzea Paulista, Jundiaí | 90                     | São Paulo Tramway, Light and Power Company (1892-1946), E.F. Santos-Jundiaí (1946-1975), RFFSA (1975-1994), Trem de Prata (1994-1998) |
| Estrada de Ferro Sorocabana     | Júlio Prestes ↔ Pres. Epitácio | 120        | São Paulo, Itapevi, Jandira, Aluminio, Sorocaba, Avaré, Assis, Ourinhos, Presidente Venceslau                | 480                    | E.F. Sorocabana (1875-1971), Ferrovia Paulista SA (1971-1988)                                                                         |

#### CPTM
| Sigla | Estación              | Inauguración | Integración                                                   | Plataformas         | Posición    | Comentarios |
| ----- | --------------------- | --- | ------------------------------------------------------------- | ------------------- | ----------- | --- |
| BFU   | Palmeiras-Barra Funda | 10 de julio de 1875 (EFS); 19 de mayo de 1892 (SPR); 18 de diciembre de 1988 (Ferrovia Paulista SA, CBTU y Metro de São Paulo) | Línea 3-Roja del Metro de São Paulo, Bilhete Único de SPTrans | Central y laterales | Superficial | Reconstruida por el Metro de São Paulo, con recursos del Gobierno Federal y del Gobierno Estadual de São Paulo, en 1988 |

#### Metro
| Sigla | Estación              | Inauguración            | Capacidad                  | Integración                                                  | Plataformas         | Posición    | Comentarios                                      |
| ----- | --------------------- | ----------------------- | -------------------------- | ------------------------------------------------------------ | ------------------- | ----------- | ------------------------------------------------ |
| BFU   | Palmeiras-Barra Funda | 17 de diciembre de 1988 | 60 mil pasajeros hora/pico | Líneas 7-Rubi y 8-Diamante de CPTM, Bilhete Único de SPTrans | Laterales y central | Superficial | Estación con estructura de concreto premoldeado. |